# Lackland AFB (Teksas)
Lackland AFB je naseljeno mjesto za statističke potrebe u američkoj saveznoj državi Teksas. Prema popisu stanovništva iz 2010. u njemu je živjelo 9.918 stanovnika.